# Tatjana Festerling
Tatjana Festerling, född 6 mars 1964 i Wuppertal i dåvarande Västtyskland som Tatjana Schimanski, är en tysk politisk aktivist. Från februari 2015 till mitten av april 2016 var hon tillsammans med Lutz Bachmann en av de drivande personerna bakom Pegida-demonstrationerna i Dresden. Ideologiskt placeras hon främst som högerpopulist.
Festerling var medgrundare av Alternativ för Tysklands avdelning i Hamburg och har kandiderat för partiet på lokal nivå. Hon har senare rört sig närmare den identitära rörelsen och nya högern-ideologen Götz Kubitschek.